# إينتشة سفلي (تشالدران)
إينتشة سفلي (بالفارسية: اینچه سفلی) هي قرية تقع في أذربيجان الغربية في إيران. يقدر عدد سكانها بـ 150 نسمة بحسب إحصاء 2016.